# Parque nacional San Miguel
El parque nacional San Miguel es uno de los parques nacionales de Uruguay, creado en 1937 e integrante desde 2010 del Sistema nacional de áreas naturales protegidas de este país.
emii

## Ubicación
El parque se encuentra situado en la zona noreste del departamento de Rocha, próximo a la frontera con Brasil, y junto a la localidad de 18 de Julio. Se accede al parque desde el kilómetro 8.5 de la ruta 19.

## Historia
El parque de San Miguel surgió a través de la ley 9718 del 29 de octubre de 1937, que declaró Parque Nacional al área fiscal que rodeaba el Fuerte de San Miguel, así como también a las superficies afectadas por esta ley, para el ensanche y regularización de dicho parque. Desde ese momento y hasta 1974 el parque estuvo bajo la administración de la Comisión Honoraria de Restauración y Conservación de la Fortaleza de Santa Teresa y Fuerte San Miguel. Posteriormente la administración pasó a manos del Comando General de Ejército hasta 1991, año en que pasó a la órbita del Ministerio de Vivienda Ordenamiento Territorial y Medio Ambiente (MVOTMA). En ese mismo año y a través del artículo 303 de la ley 16226, le fueron incorporadas nuevas tierras al parque.
El 1 de noviembre de 1992, a través del artículo 352 de la ley 16320, el hasta entonces denominado Parque Nacional de San Miguel, pasó a denominarse Parque Nacional de Reserva de Fauna y Flora de San Miguel. Desde 2005 el área está bajo la gestión del Programa de Conservación de la Biodiversidad y Desarrollo Sustentable de los Humedales del Este (PROBIDES); del Servicio de Parques del Ejército y del Departamento de Estudios Históricos del Ministerio de Defensa Nacional; del MVOTMA y del Ministerio de Turismo.
El 8 de febrero de 2010, por decreto n.º 54/010 del Poder Ejecutivo, el parque ingresó al Sistema Nacional de Áreas Naturales Protegidas (SNAP), bajo la categoría de parque nacional con el nombre de parque nacional San Miguel.

## Características
El parque comprende una extensión total de 1542 hectáreas. El área se encuentra situada principalmente sobre la sierra de San Miguel, la cual pertenece a la formación de Arequita, ésta se caracteriza por la presencia de rocas de origen volcánico. El área se encuentra atravesada de suroeste a noreste por un conjunto de cerros de elevación moderada, destacándose entre ellos el cerro Vigía de 152 metros de altura sobre el nivel del mar. Otros cerros son el cerro La Carbonera (130 m s. n. m.) y el cerro Picudo (100 m s. n. m.). Alrededor de la sierra se extiende un territorio de bañados.
En cuanto a la fauna del lugar, habitan en la zona del parque: mamíferos, como zorro gris y zorro de monte, margay, melanicus, gato montés de pajonal, mano pelada, ocelote, comadreja, mulita, jabalí, además de ganado criollo ovino y bovino; reptiles, como yacaré, lagarto overo y crucera; aves como águila negra, halcón peregrino, cuervo de cabeza roja, cuervo de cabeza amarilla y cuervo de cabeza negra, milano negro, garza, reina mora, fueguero común, aguatero, gansos, patos y diferentes pájaros migradores.
En el área abunda el monte serrano y ribereño, y también están presentes la pradera y los bañados. La flora está representada por especies como palo de fierro, temberatí, arrayán, sarandí colorado, sarandí blanco, aruera, guayabo, envira, canelón, naranjo chico, coronilla, tarumán, palmera pindó (la mayor población de Uruguay), carqueja y marcela.
Además de la conservación de fauna y flora autóctona, dentro de los objetivos del parque está la conservación de la reserva genética de ganado criollo que fue recuperada por Horacio Arredondo en las décadas de 1930 y 1940, la cual es manejada por el Servicio de Parques del Ejército. Se trata de una población de ganado cimarrón o criollo única en Uruguay, la cual constituye una valiosa reserva genética, que es además protegida por la UNESCO. Son 300 ejemplares que se reproducen libremente en el parque, se caracterizan por conservar las mismas características que el primer ganado introducido por Hernandarias que pobló estas tierras en el siglo XVII.

## Servicios del parque
Dentro del parque se encuentra situado el Fuerte de San Miguel, construcción militar española que data de 1737, construida en piedra y que fue declarada Monumento Nacional en 1937. Hoy sus instalaciones se encuentran restauradas y abiertas al público. También dentro del parque, se halla la hostería conocida como Fortín de San Miguel, construida en piedra en 1941, por iniciativa del historiador Horacio Arredondo. La hostería ofrece servicio de hospedaje, restaurante, caminatas, cabalgatas y visitas guiadas.